# Parigi-Bruxelles 1957
La Parigi-Bruxelles 1957, quarantatreesima edizione della corsa, si svolse il 22 aprile 1957 su un percorso di 295 km, con partenza da Parigi e arrivo a Bruxelles. Fu vinta dal belga Leon Van Daele della Faema-Guerra davanti ai suoi connazionali Raymond Impanis e Jan Adriaensens.

## Ordine d'arrivo (Top 10)
| Pos. | Corridore           | Squadra         | Tempo    |
| ---- | ------------------- | --------------- | -------- |
| 1    | Leon Van Daele      | Faema-Guerra    | 8h00'55" |
| 2    | Raymond Impanis     | Cora-Elve       | s.t.     |
| 3    | Jan Adriaensens     | Belgio          | s.t.     |
| 4    | Fred De Bruyne      | Belgio          | s.t.     |
| 5    | Henri Denys         | Bertin-The Dura | s.t.     |
| 6    | Raymond Hoorelbeke  | Ile-de-France   | s.t.     |
| 7    | Pino Cerami         | Belgio          | s.t.     |
| 8    | Désiré Keteleer     | Belgio          | s.t.     |
| 9    | Roger Decock        | Faema-Guerra    | s.t.     |
| 10   | Alfons Vandenbrande | Libertas        | a 25"    |